# Dux Mesopotamiae
Il Dux Mesopotamiae era il comandante di truppe limitanee di un settore del limes orientale, nella diocesi d'Oriente della Mesopotamia. Suo diretto superiore era al tempo della Notitia dignitatum (nel 400 circa), il magister militum per Orientem.

## Elenco unità
Era a capo di ben 17 unità o distaccamenti di unità, come risulta dalla Notitia Dignitatum (Orien. XXXVI):
- Equites scutarii Illyriciani, Amidae; Equites promoti Illyriciani, Resain – Theodosiopoli; Equites ducatores Illyriciani, Amidae; Equites felices Honoriani Illyriciani, Constantia; Equites promoti indigenae, Apadna; Equites promoti indigenae, Constantina; Equites sagittarii indigenae Arabanenses, Mefana – Cartha; Equites scutarii indigenae Pafenses, Assara; Equites sagittarii indigenae Thibithenses, Thilbisme; Equites sagittarii indigenae, Thannuri;
- legio I Parthica Nisibena, Constantina; legio II Parthica, Cefae;
- Ala II nova Aegyptiorum, Carta; Ala VIII Flavia Francorum, Ripaltha; Ala XV Flavia Carduenorum, Caini;
- Cohors quinquagenaria Arabum, Bethallaha; Cohors XIV Valeria Zabdenorum, Maiocariri.

### Fonti primarie
- Notitia Dignitatum, Orien. XXXVI.

### Fonti storiografiche moderne
- J.Rodríguez González, Historia de las legiones Romanas, Madrid, 2003.
- A.K.Goldsworthy, Storia completa dellesercito romano, Modena 2007. ISBN 978-88-7940-306-1
- Y.Le Bohec, Armi e guerrieri di Roma antica. Da Diocleziano alla caduta dell'impero, Roma 2008. ISBN 978-88-430-4677-5